# Radio Times
Radio Times — британский еженедельник о телевидении и радио. С 1923 по 2011 год издавался издательским домом BBC Magazines, который впоследствии был продан Immediate Media Company. Журнал выходит по вторникам и включает программу телепередач для следующей субботы до пятницы.

## История
Radio Times впервые вышел 28 сентября 1923 года по цене 2 пенни, его специализацией были программы шести радиостанций ВВС Radio (2LO, 5IT, 2ZY, 5NO, 5WA and 5SC). Газеты в то время бойкотировали программные сетки радиостанций, опасаясь, что увеличение слушателей может привести к снижению продаж бумажных носителей информации. В дебютном выпуске содержалось послание управляющего BBC Джека Пиза.
Журнал являлся совместным предприятием British Broadcasting Company и издательства George Newnes Ltd., занимавшегося набором, печатью и распространением. В 1925 BBC получила полный редакторский контроль, оставшиеся функции перешли в её распоряжение к 1937 году. The Radio Times зарекомендовало себя привлечением к работе ведущих авторов и иллюстраторов, обложки его специальных выпусков считаются классикой дизайна. 1 мая 1927 года журнал под эгидой Королевского национального института слепых выпустил популярное еженедельное издание со шрифтом Брайля стоимостью в один пенни.
23 октября 1936 года журнал впервые в истории начал публиковать расписание телевизионных передач BBC, которое помешалось на двух страницах. С 8 января 1937 года на обложке перестала размещаться дефинитив «The».
До дерегулирования телепередач в 1991 году, Radio Times специализировался только на программной сетке радио- и телеканалов компании BBC. Сейчас же выпуски включают в себя телепередачи по всем основным наземным (аналоговым и цифровым), кабельным и спутниковым телеканалам в Соединённом Королевстве. Тем не менее, Radio Times ещё оправдывает своё название, будучи наиболее полным источником информации по радиоканалам в Великобритании. С 22 мая 2007 издание включило две дополнительные страницы телепередач в день, доведя общий размер до десяти страниц расписаний в день.

### Тираж и реклама
К 1950-м годам Radio Times являлся самым многотиражным журналом Европы, в 1955 году средняя цифра продаж составляла 8,8 млн штук. После перезапуска в 1969 году тираж упал на 250 тыс. штук, несмотря на это издание было на голову выше своего главного конкурента в лице глянцевого TVTimes.
Между апрелем и ноябрём 1990 года Radio Times начал выпуск четырёхстраничных превью программ British Satellite Broadcasting для пяти телеканалов (The Sports Channel, The Movie Channel, Now, Galaxy и The Power Station).
C 2005 года журнал перестал рекламировать телеканалы и радиостанции BBC, так как конкуренты подавали жалобы на недобросовестную конкуренцию.
К моменту перезапуска в апреле 2010 года Radio Times являлся третьим самым продаваемым журналом Великобритании, во второй половине 2009 года его тираж составлял 1,648 млн экземпляров. А январе 2018—2019 года тираж сократился до 622 тыс., конкурирующие издания TV Choice и What's on TV имели тиражи 998 561 и 887 049 штук.